# Valsavarenche (comune)
Valsavarenche (pronuncia fr. valsavaʁɑ̃ʃ  - Vassavaèntse in patois valdostano standard, Ouahèntse nell'uso locale) è un comune italiano sparso di 155 abitanti della Valle d'Aosta situato nell'omonima valle.

## Geografia fisica
Il territorio comunale raggiunge la massima altezza con la vetta del Gran Paradiso al confine con il territorio del comune di Cogne.

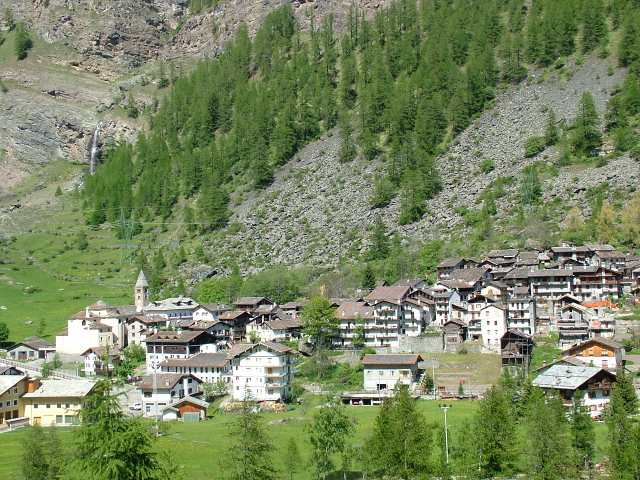
Il villaggio Déjoz, capoluogo comunale.
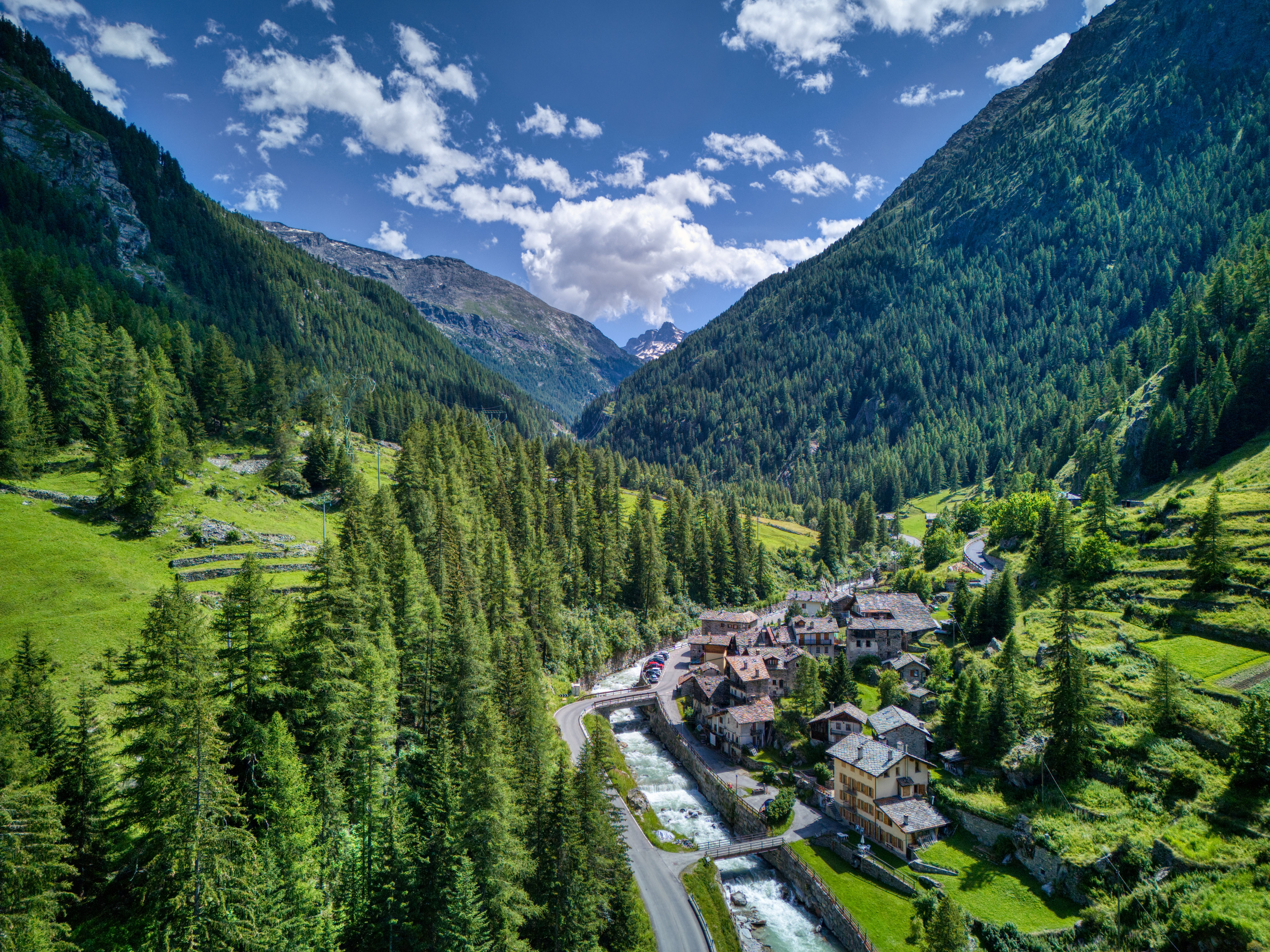
La frazione di Maisonnasse.
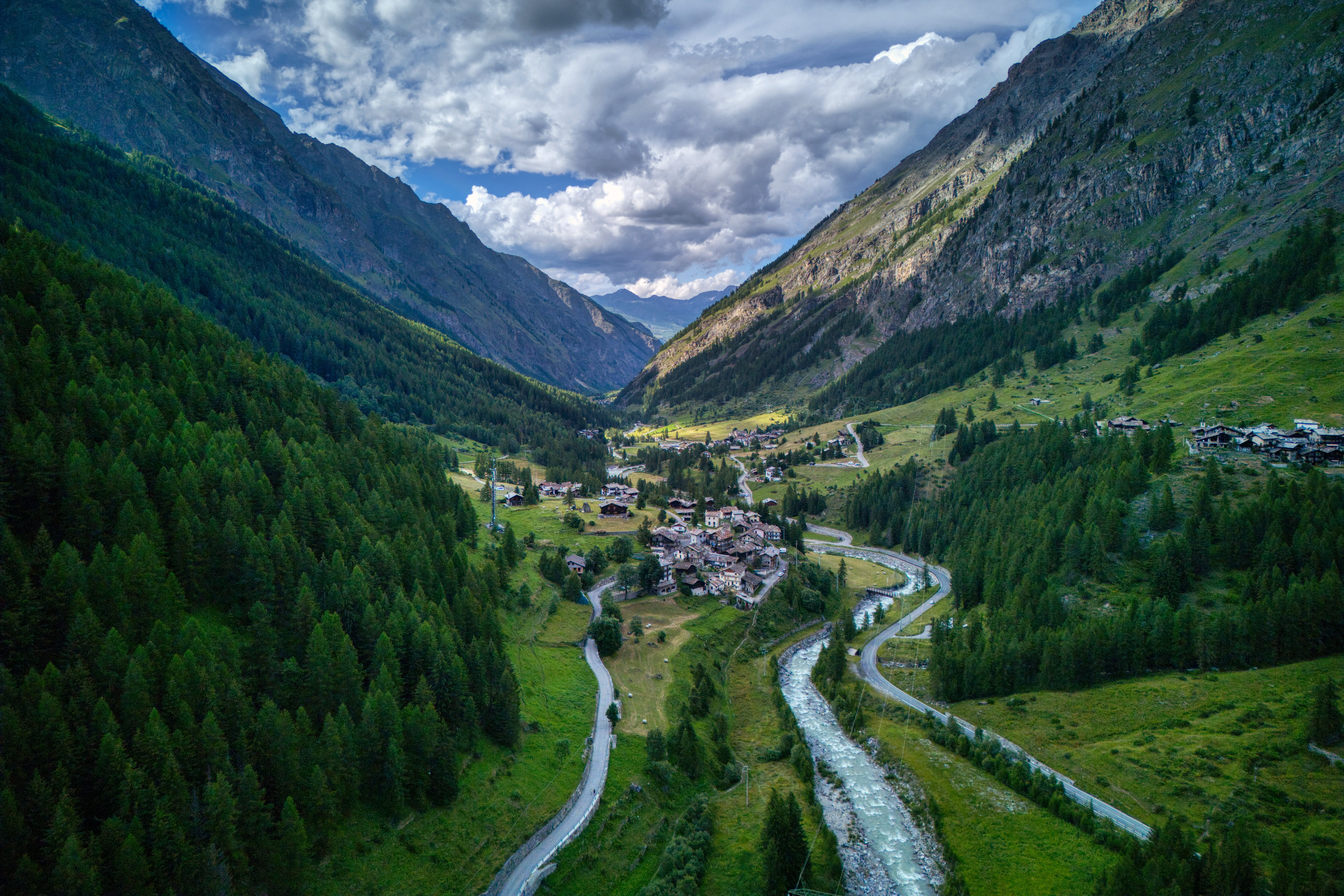
La frazione di Le Créton.

### Territorio
- Classificazione sismica: zona 4 (sismicità molto bassa)[6]

### Clima
Valsavarenche si trova in zona climatica F, con 4.544 gradi giorno. Il clima è temperato-freddo, caratterizzato da inverni lunghi e rigidi, in cui la temperatura minima può scendere anche sotto i -15 °C, ed estati fresche.

## Origini del nome
Il toponimo latino è Savarantia Vallis. Il toponimo attuale, in lingua francese, deriva dal torrente Savara.
In epoca fascista, il toponimo fu italianizzato in Valsavara, dal 1939 al 1946. Mantenne in seguito la grafia Valsavaranche dal 1946 al 1976, quando assunse la forma omofona attuale.

## Storia

### Simboli
Lo stemma e il gonfalone sono stati concessi con decreto del presidente della Giunta Regionale n. 105 de 13 marzo 2002.
Il gonfalone è un drappo troncato di bianco e di azzurro.

## Monumenti e luoghi d'interesse
- Parco nazionale del Gran Paradiso
- i villaggi di Nex (interessato da un restauro conservativo dall'architetto Franco Binel negli anni settanta e oggi adibito a turismo residenziale) e Tignet, conservano la caratteristica architettura alpina del Basso Medioevo.[13]

## Società

### Evoluzione demografica
Abitanti censiti

### Lingue e dialetti
Come nel resto della regione, anche in questo comune è diffuso il patois valdostano.

### Istituzioni, enti e associazioni
A Valsavarenche si trovano la sede della Società delle guide alpine del Gran Paradiso e la sede della ProLoco.

## Cultura

### Biblioteche
- La "biblioteca tematica della Montagna" ha sede a Dégioz, accanto al municipio, nel centro polifunzionale "Maison de la Montagne".[15]

### Musei

Il centro visite del Parco Nazionale Gran Paradiso e il municipio di Valsavarenche, a Dégioz.
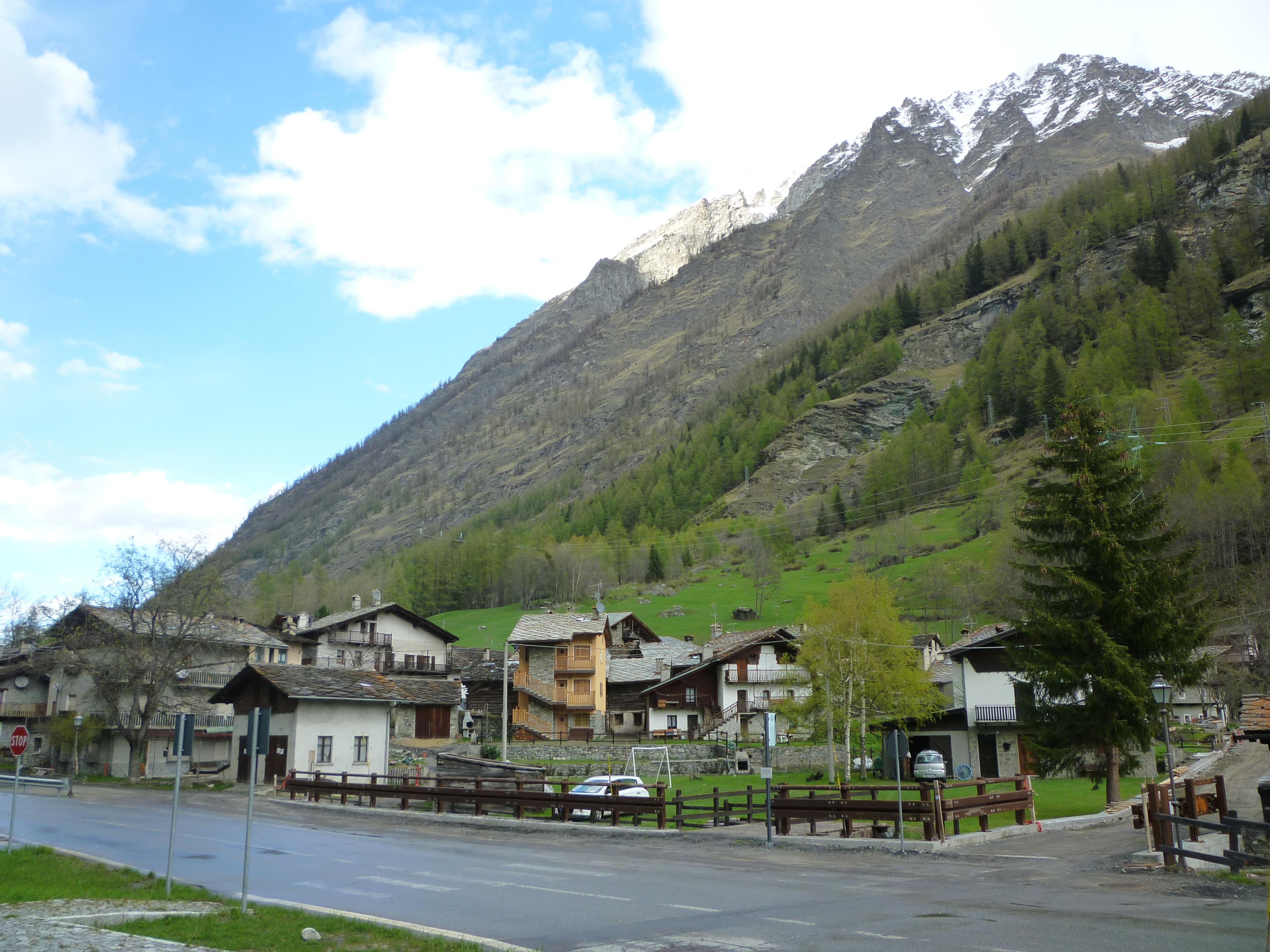
Il villaggio di Rovenaud che ha dato i natali a Émile Chanoux, è oggi sede del museo - centro di documentazione.

- Il Museo della Resistenza di Valsavarenche - centro di documentazione Émile Chanoux, a Rovenaud, intitolato a Émile Chanoux.[16]
- Il Museo etnografico, che ospita strumenti di lavoro, vestiti e fotografie legati alle attività tradizionali delle antiche comunità alpine ed in particolare di quelle presenti a Valsavarenche.
- Museo parrocchiale di Valsavarenche
- Spazio Lupo e Museo della Lince presso il Centro visitatori del Parco Nazionale del Gran Paradiso, in località Dégioz[17]
- Il centro Acqua e Biodiversità, situato a Rovenaud, sorto sui resti di un vecchia segheria, che ospita tre esemplari di lontre e che si pone come obiettivo di sensibilizzare sull’importanza della conservazione e del sottile equilibrio che si instaura tra uomo e ambiente[18].
- Una mini-mostra permanente sulle Guide del Gran Paradiso è ospitata nella "Maison de la Montagne", una sezione è dedicata a Renato Chabod, guida alpina di Valsavarenche[15]

## Economia

### Turismo
La Valsavarenche è attraversata dall'Alta via n. 2 della Valle d'Aosta, pertanto sul territorio comunale il turismo è soprattutto di tipo escursionistico. Sono presenti anche numerosi sentieri al di fuori dell'alta via.

In questo senso è importante sottolineare che l'intera Valsavarenche fa parte del parco nazionale del Gran Paradiso, di grande interesse faunistico, naturalistico e orografico.
Sul territorio comunale sono presenti i seguenti rifugi e bivacchi:
- Rifugio Vittorio Emanuele II, 2.732 m
- Rifugio città di Chivasso, 2.604 m
- Rifugio Federico Chabod, 2.750 m
- Rifugio Savoia, 2.534 m
- Bivacco Sberna, 3.414 m
- Bivacco della Grivola, 3.320 m

## Amministrazione
Fa parte dell'Unité des Communes valdôtaines Grand-Paradis.
Di seguito è presentata una tabella relativa alle amministrazioni che si sono succedute in questo comune.
| Periodo          | Periodo          | Primo cittadino | Partito                 | Carica  | Note   |
| ---------------- | ---------------- | --------------- | ----------------------- | ------- | ------ |
| 16 agosto 1988   | 5 giugno 1993    | Adriano Chabod  | -                       | Sindaco | [ 20 ] |
| 7 giugno 1993    | 26 maggio 1997   | Ilvo Berthod    | -                       | Sindaco | [ 20 ] |
| 26 maggio 1997   | 20 maggio 2002   | Lina Peano      | lista civica            | Sindaco | [ 20 ] |
| 20 maggio 2002   | 21 maggio 2007   | Lina Peano      | lista civica            | Sindaco | [ 20 ] |
| 21 maggio 2007   | 28 maggio 2012   | Pierino Jocollé | lista civica            | Sindaco | [ 20 ] |
| 28 maggio 2012   | 7 maggio 2017    | Giuseppe Dupont | lista civica            | Sindaco | [ 20 ] |
| 7 maggio 2017    | 15 maggio 2022   | Giuseppe Dupont | lista civica            | Sindaco | [ 20 ] |
| 16 maggio 2022   | 13 novembre 2022 | Tamara Lanaro   | Commissaria prefettizia | Sindaco | [ 20 ] |
| 14 novembre 2022 | in carica        | Roger Georgy    | lista civica            | Sindaco | [ 20 ] |

## Sport
In questo comune si gioca a palet, caratteristico sport tradizionale valdostano.